# Altermedia
Altermedia war ein internationales neonazistisches Internetportal. Der deutsche Ableger, eine als Blog konzipierte Internetplattform, wurde 13 Jahre nach Inbetriebnahme im Januar 2016 durch den Bundesminister des Innern verboten. Laut dem Verfassungsschutz von Mecklenburg-Vorpommern handelte es sich um ein „bundesweit bedeutendes rechtsextremistisches Internet-Nachrichtenportal“. Die deutsche Seite soll jährlich etwa fünf Millionen Aufrufe verzeichnet haben.

## Inhalte und Struktur

### International
Die ursprünglich aus Frankreich stammende Plattform verfügte über internationale Webauftritte. Die Hauptseite wird in den Vereinigten Staaten vom Holocaustleugner und ehemals führenden Ku-Klux-Klan-Mitglied David Duke betrieben. Die deutsche Altermedia-Webseite ging Anfang 2003 online und spiegelte auch die Inhalte des 1997 entstandenen stoertebeker.net. Für die Schweiz und Österreich bestanden zeitweise eigene Portale. Seit September 2013 ist die Hauptseite entleert; es existiert nur noch eine gemeinschaftliche Unterseite für Frankreich und Belgien in französischer Sprache.

### Altermedia Deutschland
In Deutschland wendete sich das Portal nach eigenen Angaben an vielfältige Interessengruppen. Es präsentierte sich als „Alternativpresse“ für alle, „die keine Lobby haben“. Die Plattform versuchte damit, an die entsprechende Tradition neuer sozialer Bewegungen anzuknüpfen und orientierte sich dabei (auch optisch) am Portal Indymedia, das laut Verfassungsschutz vor allem von der globalisierungskritischen Bewegung und auch gewaltbereiten Autonomen genutzt wird.
Auf der Webseite wurden eigene Beiträge der Betreiber veröffentlicht sowie aus anderen Quellen übernommene Nachrichten, die ideologisch ummantelt und kommentiert wurden, angeboten. Nach Einschätzung des Verfassungsschutzes wurde damit das Ziel verfolgt, „eine Gegenöffentlichkeit aus rechtsextremistischer Sicht zu schaffen“. In den eingestellten Nachrichten und Nutzerkommentaren spiegelte sich eine rechte Agenda wider, mit andauernder Verbreitung antisemitischer Propaganda, holocaustleugnender und rassistischer Inhalte. Die Landesregierung Mecklenburg-Vorpommern erklärte, es sei bekannt, dass regelmäßig „in den Artikeln und Kommentaren eine radikal antisemitische und neonationalsozialistische Einstellung des oder der Verantwortlichen sowie der Kommentatoren deutlich“ werde. Im Gegensatz zu Indymedia ließ Altermedia dabei keine unmoderierten Beiträge von Nutzern des Portals zu.
Altermedia war innerhalb der neonazistischen Szene zwar hoch angesehen, aber dennoch umstritten und wurde insbesondere von der Partei NPD stark abgelehnt, weil darin die Führungsrolle der NPD innerhalb des deutschen Rechtsextremismus kritisch diskutiert wurde sowie parteiinterne Streitigkeiten und Klatschthemen öffentlich gemacht wurden. Verfassungsschützer, Journalisten und Wissenschaftler gelangten gerade dadurch in großem Umfang an Informationen über interne Vorkommnisse innerhalb der rechtsextremen Szene.

### Strafverfolgung und Verbot in Deutschland
Im März 2011 wurde Axel Möller, der das Portal 1997 als Störtebeker-Netz gegründet hatte, als redaktionell verantwortlicher Betreiber der Seite zu einer Geldstrafe von 3.000 Euro verurteilt, seine Berufung gegen dieses Urteil zog er im Mai 2011 zurück. Am 5. August des Jahres wurde die in den USA registrierte Domain der Website abgeschaltet. Für den deutschen Webauftritt wurde eine neue Domain registriert.
Im Oktober 2011 wurden Möller und ein weiterer „Schriftleiter“ der Plattform, Robert Rupprecht, zu Haftstrafen von 30 und 27 Monaten verurteilt. Zu den Anklagepunkten zählten unter anderem Volksverhetzung, das Verwenden von Kennzeichen verfassungswidriger Organisationen und Aufrufe zu Straftaten. Nach der Inhaftierung Möllers wurde die Website zwar weiter betrieben, ihre Bedeutung ging jedoch sukzessive zurück, auch weil soziale Netzwerke Altermedia als virtuellen Treffpunkt der neonazistischen Szenen ablösten. Eine in den USA angesiedelte neue Domain wurde am 8. September 2012 vom US-amerikanischen Hoster gesperrt, nachdem die Initiative jugendschutz.net in direkten Kontakt getreten war. Möllers Haftstrafe wurde im März 2013 wegen weiterer volksverhetzender Straftaten um ein Jahr verlängert. Möller saß die Strafe bis zum 28. Mai 2015 vollständig ab.
Im Jahr 2015 war Jeffrey Schoep, Vorsitzender des US-amerikanischen National Socialist Movement, verantwortlich für die Domain altermedia-deutschland.info, die zu dieser Zeit in Russland gehostet wurde.
Am 27. Januar 2016 führte das Bundeskriminalamt im Zuge von Ermittlungen der Bundesanwaltschaft in Karlsruhe wegen Bildung einer kriminellen Vereinigung Hausdurchsuchungen bei mehreren Personen aus der Führungsebene von Altermedia Deutschland in vier Bundesländern durch. Zwei Administratoren der Website aus Lage und St. Georgen im Schwarzwald wurden festgenommen. Deutsche Ermittler baten zudem russische Behörden, den Server des Portals in Russland abzuschalten. Bundesinnenminister Thomas de Maizière verbot nach § 3 des Vereinsgesetzes den Betreiberverein. Er erklärte, das Portal fördere und ermögliche „die Verbreitung übelster rassistischer und fremdenfeindlicher Kommentare und Beiträge, in denen Straftaten gegen Ausländer verteidigt, zu Straftaten aufgefordert und Taten des Nationalsozialismus gerechtfertigt werden“. Dies sei nicht mit der freiheitlich-demokratischen Grundordnung vereinbar.
Vom Verbot erfasst wurden auch E-Mail-Dienste, die von Altermedia über „0x300“, ein Angebot des Dortmunder Neonazis Dennis Giemsch, bezogen wurden.
Einer der 2016 verhafteten Administratoren war bei den Kommunalwahlen 2014 als Kandidat der Deutschen Liga für Volk und Heimat für den Kreistag des Schwarzwald-Baar-Kreises angetreten. Wenige Tage vor seiner Verhaftung hatte er als Ordner an einer Demonstration gegen Flüchtlingsheime teilgenommen.
Die Generalbundesanwaltschaft beim Bundesgerichtshof hat am 29. Dezember 2016 vor dem Staatsschutzsenat des Oberlandesgerichts Stuttgart Anklage gegen fünf Personen im Alter von 28 bis 63 Jahren wegen des Verdachts der Bildung einer rechtsextremistischen kriminellen Vereinigung erhoben. Im Februar 2018 endete das Verfahren mit einer unbedingten Haftstrafe für den Hauptangeklagten und Bewährungsstrafen für weitere drei Angeklagte.